# Takuya Nonaka
Takuya Nonaka (野中 卓也 Nonaka Takuya?) es un animador, director y guionista gráfico de anime japonés, conocido sobre todo por su trabajo con el estudio Ufotable.

## Trayectoria
Nació en Tokio, pero creció en Yokohama, en la prefectura de Kanagawa. Durante la secundaria, se interesó en las obras de animación después de ver Galaxy Express 999 y Lupin III: Cagliostro no Shiro. En la preparatoria, tuvo un amigo apasionado por la animación, lo que lo llevó a aspirar a convertirse en animador. Durante ese tiempo, pertenecía al club de arte, donde creaba animaciones de manera independiente. Después de graduarse de la Academia de Animación de Yoyogi, ingresó a Studio Wombat como intercalador. Posteriormente, tras pasar por AIC, en 1999 se reunió con Hikaru Kondō y otros miembros y montaron dos escritorios en una pequeña habitación de cuatro tatamis en un viejo apartamento de Kita-Ikebukuro, donde vivía un amigo de Kondō, para fundar Ufotable. En 2009, se trasladó al recién establecido estudio de Ufotable en Tokushima, donde dirige un equipo compuesto mayormente por jóvenes animadores.
Mitsuru Kobunai, Yutaka Nakamura y Jun'ichi Fujisaku fueron sus compañeros de clase durante su tiempo en la Academia de Animación de Yoyogi.
Inicialmente, Nonaka aspiraba a convertirse en director, pero como no sabía cómo lograrlo, decidió empezar su carrera como animador con el objetivo de convertirse en director. Después de ganar experiencia en animación clave y dirección, debutó como director con Hanaukyō Maid-tai: La Verite. Tras trasladarse al estudio de Ufotable en Tokushima, asumió el rol de coordinador y jefe del departamento de dirección, haciéndose cargo de varios episodios a cargo del estudio en Tokushima. Cuando trabaja como director, a menudo se ocupa de decidir qué cortes asignar a cada miembro del equipo del estudio de Tokushima.

## Trabajos

### Anime

#### Series de televisión
Destaca papeles con funciones de dirección de series.
| Año  | Título                                              | Director(es)                             | Estudio                   | Funciones | Refs.         |
| ---- | --------------------------------------------------- | ---------------------------------------- | ------------------------- | --- | ------------- |
| 1995 | Tenchi Muyō!                                        | Hiroshi Negishi                          | AIC                       | Animación clave (#6, 20) Verificación de animación (#1, 6, 12, 20, 25)                                                                       | [ 6 ]         |
| 1999 | Dual! Parallel Lun-Lun Monogatari                   | Katsuhito Akiyama                        | AIC                       | Director de episodio (#4) | [ 7 ]         |
| 1999 | Hunter × Hunter                                     | Kazuhiro Furuhashi                       | Nippon Animation          | Animación clave (#7; AIC) | [ 8 ]         |
| 1999 | Kachō Ōji                                           | Yasuhito Kikuchi                         | AIC A.P.P.P.              | Director de episodio (#3) | [ 9 ]         |
| 2000 | Boogiepop wa Warawanai                              | Takashi Watanabe                         | Madhouse                  | Animación clave (#2; AIC) | [ 10 ]        |
| 2000 | Yami no Matsuei                                     | Hiroko Tokita                            | J.C.Staff                 | Animación clave (#2) | [ 11 ]        |
| 2001 | Haja Kyosei G Dangaiō                               | Toshiki Hirano                           | AIC                       | Director de episodio (#1) | [ 12 ]        |
| 2001 | Hanaukyō Maid-tai                                   | Yasunori Ide                             | Daume                     | Director de episodios (#4, 8, 12) Guionista gráfico (#8)                                                                                     | [ 13 ]        |
| 2001 | Hikaru no Go                                        | Susumu Nishizawa Jun Kamiya Tetsuya Endō | Pierrot                   | Director de episodio (#44) Guionista gráfico (#44)                                                                                           | [ 14 ]        |
| 2002 | Onegai☆Teacher                                      | Yasunori Ide                             | Daume                     | Director de episodios (#1, 6, 12) Guionista gráfico (#6, 12)                                                                                 | [ 15 ]        |
| 2003 | Sumeba Miyako no Cosmos-sō: Suttoko Taisen Dokkoida | Takuya Nonaka Hitoyuki Matsui            | Ufotable                  | Director de la serie Director de episodios (#1, 9, 11) Guionista gráfico (#11; OP) Director de unidad (#OP) Animación clave (#12)            | [ 16 ]        |
| 2003 | Onegai☆Twins                                        | Yasunori Ide                             | Daume                     | Guionista gráfico (#2, 9) Director de unidad (#2, 9)                                                                                         | [ 17 ]        |
| 2004 | DearS                                               | Iku Suzuki                               | Daume                     | Animación clave (#7) | [ 18 ]        |
| 2004 | Hanaukyō Maid-tai: La Verite                        | Takuya Nonaka                            | Daume                     | Director Director de episodios (#1, 12) Guionista gráfico (#12) Animación clave (#12)                                                        | [ 19 ]        |
| 2004 | 2 × 2 = Shinobuden                                  | Haruo Sotozaki Hitoyuki Matsui           | Ufotable                  | Director de episodio (#10) Animación clave (#10)                                                                                             | [ 20 ]        |
| 2005 | Aa! Megami-sama!                                    | Hiroaki Gōda                             | AIC                       | Director de episodio (#3) Guionista gráfico (#3)                                                                                             | [ 21 ]        |
| 2005 | Futakoi Alternative                                 | Takayuki Hirao Matsuri Ōse               | Ufotable Studio Flag Feel | Guionista gráfico (#12) Animación clave (#12)                                                                                                | [ 22 ]        |
| 2006 | Coyote Ragtime Show                                 | Matsuri Ōse Takuya Nonaka                | Ufotable                  | Director Director de episodios (#2, 6, 12) Guionista gráfico (#2, 6, 12)                                                                     | [ 23 ] [ 24 ] |
| 2007 | Gakuen Utopia Manabi Straight!                      | Team Manabibeya                          | Ufotable                  | Animación clave (#12) | [ 25 ]        |
| 2011 | Fate/Zero                                           | Ei Aoki                                  | Ufotable                  | Director de episodios (#6-8) Director de episodio asistente (#12) Guionista gráfico (#7)                                                     | [ 26 ]        |
| 2012 | Fate/Zero 2                                         | Ei Aoki                                  | Ufotable                  | Director de episodios (#17, 22, 25) Guionista gráfico (#17)                                                                                  | [ 27 ]        |
| 2014 | Fate/stay night: Unlimited Blade Works              | Takahiro Miura                           | Ufotable                  | Director de episodios (#1, 4, 8) Guionista gráfico (#1, 4, 8)                                                                                | [ 28 ]        |
| 2015 | Fate/stay night: Unlimited Blade Works 2nd Season   | Takahiro Miura                           | Ufotable                  | Director de episodios (#15, 18, 22) Guionista gráfico (#22)                                                                                  | [ 29 ]        |
| 2015 | God Eater                                           | Takayuki Hirao                           | Ufotable                  | Director de episodios (#4, 6, 9, 11) | [ 30 ]        |
| 2016 | Tales of Zestiria the Cross                         | Haruo Sotozaki                           | Ufotable                  | Director de episodios (#1, 10) Guionista gráfico (#10) Segunda animación clave (#11)                                                         | [ 31 ]        |
| 2017 | Tales of Zestiria the Cross 2nd Season              | Haruo Sotozaki                           | Ufotable                  | Director de episodios (#15, 17, 20-21, 24)                                                                                                   | [ 32 ]        |
| 2017 | Katsugeki/Tōken Ranbu                               | Toshiyuki Shirai                         | Ufotable                  | Director de episodios (#3, 6, 11) Segunda animación clave (#12)                                                                              | [ 33 ]        |
| 2018 | Hinamatsuri                                         | Kei Oikawa                               | Feel                      | Animación clave (#6-7; Ufotable) | [ 34 ]        |
| 2019 | Kimetsu no Yaiba                                    | Haruo Sotozaki                           | Ufotable                  | Director de episodios (#17, 21) Guionista gráfico (#21) Animación clave (#14, 21, 26) Segunda animación clave (#4, 17)                       | [ 35 ]        |
| 2021 | Kimetsu no Yaiba: Yukaku-hen                        | Haruo Sotozaki                           | Ufotable                  | Director de episodio (#5) Guionista gráfico (#4-5) Segunda animación clave (#11)                                                             | [ 36 ]        |
| 2023 | Kimetsu no Yaiba: Katanakaji no Sato-hen            | Haruo Sotozaki                           | Ufotable                  | Director de episodios (#5; Ufotable) Guionista gráfico (#5; Ufotable) Segunda animación clave (#11; Ufotable) Producción de trailers (#1-10) | [ 37 ]        |
| 2024 | Kimetsu no Yaiba: Hashira Geiko-hen                 | Haruo Sotozaki                           | Ufotable                  | Segunda animación clave (#5; Ufotable) Asistente de configuración de arte (#2; Ufotable)                                                     | [ 38 ]        |

#### Películas
Destaca papeles con funciones de dirección de series.
| Año  | Título                                                    | Director(es)                                               | Estudio               | Funciones                              | Refs.  |
| ---- | --------------------------------------------------------- | ---------------------------------------------------------- | --------------------- | -------------------------------------- | ------ |
| 1996 | Armitage III: Poly-Matrix                                 | Hiroyuki Ochi                                              | AIC                   | Verificador intermedio Animación clave | [ 39 ] |
| 1997 | Neon Genesis Evangelion: Death & Rebirth                  | Hideaki Anno Kazuya Tsurumaki (#Rebirth) Masayuki (#Death) | Production I.G Gainax | Animación clave (#Rebirth)             | [ 40 ] |
| 1997 | Neon Genesis Evangelion: The End of Evangelion            | Hideaki Anno Kazuya Tsurumaki                              | Production I.G Gainax | Animación clave                        | [ 41 ] |
| 2000 | Aa! Megami-sama! Movie                                    | Hiroaki Gōda                                               | AIC                   | Animación clave                        | [ 42 ] |
| 2007 | Kara no Kyōkai: A Study in Murder - Part 1                | Takuya Nonaka                                              | Ufotable              | Director Animación clave               | [ 43 ] |
| 2008 | Kara no Kyōkai: Remaining Sense Of Pain                   | Mitsuru Obunai                                             | Ufotable              | Segunda animación clave                | [ 44 ] |
| 2009 | Kara no Kyōkai: A Study in Murder - Part 2                | Shinsuke Takizawa                                          | Ufotable              | Guionista gráfico Director de unidad   | [ 44 ] |
| 2013 | Kara no Kyōkai: Future Gospel                             | Tomonori Sudō                                              | Ufotable              | Director de unidad asistente           | [ 45 ] |
| 2017 | Fate/stay night Movie: Heaven's Feel - I. Presage Flower  | Tomonori Sudō                                              | Ufotable              | Segunda animación clave                | [ 46 ] |
| 2019 | Fate/stay night Movie: Heaven's Feel - II. Lost Butterfly | Tomonori Sudō                                              | Ufotable              | Director de unidad Animación clave     | [ 47 ] |
| 2020 | Fate/stay night Movie: Heaven's Feel - III. Spring Song   | Tomonori Sudō                                              | Ufotable              | Director de unidad                     | [ 48 ] |

#### ONAs
| Año  | Título                        | Director(es)                | Estudio  | Funciones                                                                                     | Refs.  |
| ---- | ----------------------------- | --------------------------- | -------- | --------------------------------------------------------------------------------------------- | ------ |
| 2018 | Emiya-san Chi no Kyō no Gohan | Takahiro Miura Tetsuto Satō | Ufotable | Guionista gráfico (#8) Animación clave (#1, 3, 8) Segunda animación clave (#4, 13) 3D CG (#2) | [ 49 ] |

#### OVAs
Destaca papeles con funciones de dirección de series.
| Año  | Título           | Director(es)  | Estudio                 | Funciones                                                 | Refs.  |
| ---- | ---------------- | ------------- | ----------------------- | --------------------------------------------------------- | ------ |
| 1990 | Ankoku Shinwa    | Takashi Anno  | Ajia-do Animation Works | Asistencia de animación intermedia (#1-2; Studio Wombat)  | [ 50 ] |
| 1995 | Armitage III     | Hiroyuki Ochi | AIC                     | Comprobación intermedia Animación clave                   | [ 51 ] |
| 2012 | Minori Scramble! | Takuya Nonaka | Ufotable                | Director Director de episodio (#1) Guionista gráfico (#1) | [ 52 ] |

#### Especiales
| Año  | Título                   | Director(es) | Estudio  | Funciones          | Refs.  |
| ---- | ------------------------ | ------------ | -------- | ------------------ | ------ |
| 2011 | Kara no Kyōkai: Epilogue | Hikaru Kondō | Ufotable | Director de unidad | [ 44 ] |

### Videojuegos
| Año  | Título         | Funciones                                                               | Refs.  |
| ---- | -------------- | ----------------------------------------------------------------------- | ------ |
| 2013 | Summon Night 5 | Ilustración de cierre                                                   | [ 53 ] |
| 2021 | Tales of Arise | Director de cinemática de apertura Director de unidad Guionista gráfico | [ 53 ] |